# Zhaocun (ort i Kina, Shaanxi, lat 34,28, long 108,35)
Zhaocun (kinesiska: 赵村, 赵村镇) är en ort i Kina. Den ligger i provinsen Shaanxi, i den nordvästra delen av landet, omkring 51 kilometer väster om provinshuvudstaden Xi'an. Antalet invånare är 27 980. Befolkningen består av 13 534 kvinnor och 14 446 män. Barn under 15 år utgör 20,0 %, vuxna 15-64 år 70 %, och äldre över 65 år 9,0 %.
Runt Zhaocun är det ganska tätbefolkat, med 199 invånare per kvadratkilometer. Närmaste större samhälle är Wugong, 13,3 km väster om Zhaocun. Trakten runt Zhaocun består till största delen av jordbruksmark.
Genomsnittlig årsnederbörd är 668 millimeter. Den regnigaste månaden är september, med i genomsnitt 143 mm nederbörd, och den torraste är december, med 1 mm nederbörd.